# Eteoryctis syngramma
Eteoryctis syngramma là một loài bướm đêm thuộc họ Gracillariidae. Nó được tìm thấy ở Hong Kong, Ấn Độ (Andaman Islands, Karnataka và the Nicobar Islands), Indonesia và Thái Lan.
Ấu trùng ăn Anacardium occidentale và Mangifera indica. Chúng ăn lá nơi chúng làm tổ.